# Бамдас, Александр Маркович
Александр Маркович Бамдас (13 ноября 1905, Тула, Российская Империя — 11 января 1972, Уфа, СССР) — советский учёный в области электрических машин и аппаратов, профессор, доктор технических наук, заведующий кафедрами Московского горного института, Красноярского лесотехнического института, Одесского технологического института, Горьковского политехнического института им. А. А. Жданова, Уфимского авиационного института им. С. Орджоникидзе. Занимался исследованием специальных трансформаторных устройств и электрических машин.

## Биография
Родился 13 ноября 1905 года в Туле, в семье Меера Мовшевича Бамдаса и Шифры Залмановны Шик. Семья жила в доме № 815 на Ильинской улице.
Окончил электропромышленный факультет Московского института народного хозяйства им. Плеханова.
В 1928 году, ещё будучи студентом, разработал на Московском электрозаводе одну из первых в СССР серий реакторов.
В 1927—1934 годах принимал участие в составлении «Технической энциклопедии» под редакцией Л. К. Мартенса, автор статей по тематике «электротехника сильных токов».
С 1932 года — инженер исследовательской лаборатории Московского рентгеновского завода.
В 1938 году защитил докторскую диссертацию, посвященную трансформаторно-выпрямительным агрегатам для электрофильтров.
Параллельно с работой на заводе вёл преподавательскую деятельность: в 1929—1938 годах — ассистент, доцент кафедры электрических машин Московского энергетического института; с 1938 года — заведующий кафедрой электротехники Московского горного института; в 1941—1943 годах — заведующий кафедрой электротехники Красноярского лесотехнического института.
В 1943—1950 годах — шеф-электрик Московского рентгеновского завода и начальник лаборатории НИИОГАЗ (Научно-исследовательский институт по очистке газов).
В 1951—1954 годах — заведующий кафедрой электротехники Одесского технологического института.
В 1954—1970 годах — заведующий кафедрой электрических машин и аппаратов Горьковского политехнического института им. А. А. Жданова.
1970 году был приглашён Рыфатом Рахматулловичем Мавлютовым в Уфимский авиационный институт заведующим кафедрой вместе со своим научным коллективом из 16 человек, где была создана новая научная школа. В 1970—1972 годах — заведующий кафедрой электрических машин и аппаратов.
Скоропостижно умер в Уфе 11 января 1972 года. Похоронен на Востряковском еврейском кладбище.

## Публикации
- Дроссели фильтров радиоаппаратуры / А. М. Бамдас, Ю. А. Савиновский. — Москва: Сов. радио, 1962. — 192 с.: ил.; 19 см.
- Трансформаторы, регулируемые подмагничиванием / А. М. Бамдас, С. В. Шапиро. — Москва; Ленинград: Энергия, 1965. — 159 с.: ил.; 20 см. — (Б-ка по автоматике; Вып. 147).
- Управляемые дроссели радиоэлектронной аппаратуры : (Дроссели насыщения) / А. М. Бамдас, Ю. А. Савиновский. — Москва: Сов. радио, 1966. — 344 с.: ил.; 21 см.
- Стабилизаторы с подмагничиваемыми трансформаторами [Текст] / А. М. Бамдас, С. В. Шапиро. — Москва; Ленинград: Энергия, 1965. — 156 с.: ил.; 20 см. — (Б-ка по автоматике; Вып. 153).
- Дроссели переменного тока радиоэлектронной аппаратуры [Текст]: (Катушки со сталью) / А. М. Бамдас, Ю. А. Савиновский. — Москва : Сов. радио, 1969. — 248 с.: черт.; 21 см.
- Статические электромагнитные преобразователи частоты и числа фаз [Текст] / А. М. Бамдас, В. А. Кулинич, С. В. Шапиро. — Москва; Ленинград: Госэнергоиздат, 1961. — 208 с.: черт.; 21 см.
- Ферромагнитные делители частоты [Текст] / А. М. Бамдас, С. В. Шапиро, Л. Н. Давыдова. — Москва: Энергия, 1967. — 111 с.: ил.; 20 см. — (Б-ка по автоматике; Вып. 267).
- Трансформаторы и стабилизаторы, регулируемые подмагничиванием шунтов [Текст] / А. М. Бамдас, В. А. Сомов, А. О. Шмидт. — Москва; Ленинград: Госэнергоиздат, 1959. — 136 с.: черт.; 20 см.
- Трансформаторно-выпрямительные агрегаты для электрической очистки газов [Текст] / Д-р техн. наук, проф. А. М. Бамдас; НКЭП СССР. Центр. бюро техн. информации. — Москва; Ленинград: Гос. энергет. изд-во, 1945. — 41 с.: черт.; 20 см.
- Ферромагнитные умножители частоты [Текст] / А. М. Бамдас, И. В. Блинов, Н. В. Захаров, С. В. Шапиро. — Москва: Энергия, 1968. — 176 с.: ил.; 20 см. — (Трансформаторы; Вып. 18).
- Исполнительные электродвигатели и элементы автоматики сервоприводов ядерных реакторов [Текст]. — Москва: Атомиздат, 1971. — 237 с.: ил.; 22 см. Бамдас А. М., Леонтьев А. И., Титов Е. Г., Юрченко А. И.

## Семья
- Брат — Моисей Маркович Бамдас (1896—1959), поэт, журналист и переводчик.
- Сестра — Эдда Марковна Бамдас (Этта Мееровна, 1900—1987), актриса Театра имени М. Н. Ермоловой, известная под сценическим псевдонимом Евдокия Мироновна Бамдасова (была замужем за доктором химических наук, академиком АН СССР М. М. Шемякиным).
- Сестра — Анна Марковна Бамдас (1899—1984), была замужем за издателем Александром Ивичем. Племянница — историк литературы Софья Богатырёва.
- Первая жена — Дина Мироновна Бамдас, актриса.
- Вторая жена — Александра Александровна Бажанова (1908—1982).
  - Сын — Леонид Александрович Бажанов, искусствовед[3]. Приёмный сын (и племянник, сын сестры Эдды) — Владимир Александрович Бамдасов (настоящая фамилия Бамдас, 1922—2001), актёр Театра имени М. Н. Ермоловой.